# 李摩西
李摩西（1938年—），美国华人企业家、社会活动家。

## 简历
1938年，出生于浙江省宁波。出生时因战乱随家人逃难奉化县，因家人一路把他藏在竹篮中，类似《圣经》中犹太先知，故起名为摩西。其家中共有兄弟姐妹22人，其排行第18。
早年就读于浙江医科大学（今浙江大学），因国内政治运动激荡，被迫辍学。并曾被下放到绍兴的农村务农。之后其赴上海，并由上海港乘船偷渡到香港。
在香港自称华侨，因英语法语德语娴熟，即获得工作机会。短短3个月间成为所在公司的副经理，6个月即出任经理。约1年即自己创业，开办了自己的公司。1965年－1985年，出任香港金路贸易有限公司董事长。
后由香港移居美国，先后获得美国斯坦福大学工商管理学硕士学位（MBA）和斯坦福大学国际公共关系的博士学位。在美国涉入政治和社会活动，曾出任美国旧金山市副市长。1988年8月－1992年9月，是美国旧金山台北姐妹市委员会主席，并曾担当过连战的顾问。
2008年9月28日捐贈110萬美元予母校浙江大學，用於興建浙江大學李摩西醫學外文圖書館。
现担任有上海浙江大学校友会名誉会长和日本浙江大学校友会名誉会长以及美国华美基金会的主席、美國華美醫學基金會主席暨史丹福大學胡佛研究所所長核心委員會委員。